# Pierre-Antoine de Raymondis d'Éoux
Pierre-Antoine de Raymondis d'Éoux, dit le « bailli d'Eoux », né vers 1706 et mort en 1792, est un officier de marine français du XVIIIe siècle.

## Biographie
Pierre-Antoine de Raymondis d'Éoux descend de la Maison de Raymondis (ou Raimondis), une vieille famille de la noblesse provençale, dont plusieurs membres serviront en mer. Il est le quatrième fils de César de Raymondis seigneur d'Eoux (v. 1665-apr.1732), lieutenant de vaisseau.
Il est présenté de minorité dans l'ordre de Saint-Jean de Jérusalem en 1717, il ne fera pas ses vœux de frère hospitalier et passera dans la Marine royale en 1722, à l'âge de 16 ans. 
Il sert pendant la guerre de Sept Ans et prend part au combat au large de Minorque le 20 mai 1756 sous les ordres du marquis de La Galissonière. Il commande à cette occasion le vaisseau L'Orphée de 64 canons.
En 1777, il est promu lieutenant général des armées navales, dans la même promotion que le comte du Chaffault. Il est le dernier vice-amiral de la flotte du Ponant, à l'âge 82 ans en 1788.

### Sources et bibliographie
- Michel Vergé-Franceschi, Les Officiers généraux de la Marine royale : 1715-1774, Librairie de l'Inde, 1990, 3008 p.